# Olešenka (Metuje)
Die Olešenka (deutsch Alscherbach, auch Goldbach bzw. Gießhübler Goldbach) ist ein linker Nebenfluss der Metuje in Tschechien. 

## Verlauf
Die Olešenka entspringt im Waldrevier am Westhang der Vrchmezí (Hohe Mense, 1084 m n.m.) bzw. nördlich des Polomský kopec (1051 m n.m.) im Adlergebirge. Der Bach fließt anfänglich mit starkem Gefälle zwischen dem Ostružník (Kratzbeerstein, 982 m n.m.) und der Stenka (Stenkaberg, 756 m n.m.) vorbei an der Einschicht V Milířich (Brände) durch das Tal Ruské údolí (Kohlgraben) nach Nordwesten. Im Buschdörfel, wo der von Horní Olešnice (Obergießhübel) kommende Bach Bělidlo einmündet, erreicht die Olešenka Olešnice v Orlických horách und nimmt westliche Richtung. Der weitere Lauf des Baches führt in Olešnice durch das Städtchen und durch Dolní Olešnice (Untergießhübel). 
Danach wendet sich der Bach nach Südwesten und fließt durch den Grund Zelené údolí (Grünes Tal). Auf einer Länge von einem reichlichen Kilometer bildet die Olešenka den Grenzbach zwischen Tschechien und Polen; an diesem Abschnitt liegen auf tschechischer Seite die Ansiedlungen Hamry (Hammerhof) und Zelené Údolí (Grünes Tal), die auf schlesischer Seite gelegene Tassauer Mühle ist wie der größte Teil des Dorfes Taszów (Tassau) nach dem Zweiten Weltkrieg erloschen. Entlang ihres weiteren Laufs, der nun wieder durch tschechisches Gebiet führt, liegen im Tal der Olešenka die kleinen Ortschaften Zelinkův Mlýn, Ohrada, Rzy, Na Skále, Končiny, Čížkův Mlýn, Dlouhé Rzy.
Bei Tis wendet sich die Olešenka nach Nordwesten und fließt an der Wallfahrtsstätte Rokole, den Ortschaften Šmelcovná, Nový Hrádek, Doly und der Burgruine Frymburk vorbei. Auf ihrem Unterlauf durchfließt die Olešenka zwischen Mezilesí, Krahulčí und Sendraž ein tiefes, zunehmend felsiges Tal. Das Engtal der Olešenka zwischen den Hügeln Kozí hřbet (564 m n.m.), Na Vartě (618 m n.m.) und U Skále (574 m n.m.) ist Teil des Naturreservates Peklo.
Die Olešenka fließt auf ihrem untersten Abschnitt südlich an Jizbice vorbei und mündet in Peklo in die Metuje.
Die Olešenka hat eine Länge von 20,4 km. Ihre durchschnittliche Wassermenge an der Mündung liegt bei 0,48 m³/s.

## Zuflüsse
- Bělidlo (Obergießhübler Bach), r, zwischen Horní Olešnice und Olešnice
- Fibich (Fiebichbach), l, in Olešnice
- Vlčinec (Wölfeibach), l, zwischen Dolní Olešnice und Hamry
- Prodejský potok, r, bei Zelinkův Mlýn
- Sněžný potok, l, bei Dlouhé Rzy
- Jestřábí potok, r, in Doly
- Mezný potok, r, am Holubí palouk
- Brodek, r, am Kozí hřbet

## Geschichte
Die Wasserkraft des Alscherbaches wurde früher zum Betrieb von Mühlen genutzt. Zum Ende des 19. Jahrhunderts entstanden in 
Gießhübel, Tassau, Dlouhé, Rzy, Tis und Nový Hrádek mehrere kleine Mechanische Webereien, wegen der Enge des Tals war dies am Unterlauf nicht möglich. Nach dem Februarumsturz von 1948 wurden diese Privatbetriebe stillgelegt bzw. zur Betriebseinstellung genötigt.